# سیارک ۲۵۲۵۶
سیارک ۲۵۲۵۶ (به انگلیسی: 25256 Imbrie-Moore، نامگذاری:1998UG34) بیست و پنج هزار و دویست و پنجاه و ششمین سیارک کشف شده‌است که در ۲۸ اکتبر ۱۹۹۸ کشف شد.
قدر مطلق سیارک برابر ۱۶.۲ است.